# Кабанас
Кабанас (фр. Cabanasse) насеље је и општина у јужној Француској у региону Лангдок-Русијон, у департману Источни Пиринеји која припада префектури Прад.
По подацима из 2011. године у општини је живело 713 становника, а густина насељености је износила 218,71 становника/km². Општина се простире на површини од 3,26 km². Налази се на средњој надморској висини од 1511 метар (максималној 1.623 m, а минималној 1.360 m).

## Демографија
| 1962. | 1968. | 1975. | 1982. | 1990. | 1999. | 2011. |
| ----- | ----- | ----- | ----- | ----- | ----- | ----- |
| 266   | 452   | 589   | 526   | 577   | 622   | 713   |

График промене броја становника у току последњих година